# FOXR2
FOXR2 (англ. Forkhead box R2) – білок, який кодується однойменним геном, розташованим у людей на короткому плечі X-хромосоми. Довжина поліпептидного ланцюга білка становить 311 амінокислот, а молекулярна маса — 35 924.
| 10         |  | 20         |  | 30         |  | 40         |  | 50         |
| ---------- |  | ---------- |  | ---------- |  | ---------- |  | ---------- |
| MDLKLKDCEF |  | WYSLHGQVPG |  | LLDWDMRNEL |  | FLPCTTDQCS |  | LAEQILAKYR |
| VGVMKPPEMP |  | QKRRPSPDGD |  | GPPCEPNLWM |  | WVDPNILCPL |  | GSQEAPKPSG |
| KEDLTNISPF |  | PQPPQKDEGS |  | NCSEDKVVES |  | LPSSSSEQSP |  | LQKQGIHSPS |
| DFELTEEEAE |  | EPDDNSLQSP |  | EMKCYQSQKL |  | WQINNQEKSW |  | QRPPLNCSHL |
| IALALRNNPH |  | CGLSVQEIYN |  | FTRQHFPFFW |  | TAPDGWKSTI |  | HYNLCFLDSF |
| EKVPDSLKDE |  | DNARPRSCLW |  | KLTKEGHRRF |  | WEETRVLAFA |  | QRERIQECMS |
| QPELLTSLFD |  | L          |  |            |  |            |  |            |

A: Аланін

C: Цистеїн

D: Аспарагінова кислота

E: Глутамінова кислота

F: Фенілаланін

G: Гліцин

H: Гістидин

I: Ізолейцин

K: Лізин

L: Лейцин

M: Метіонін

N: Аспарагін

P: Пролін

Q: Глутамін

R: Аргінін

S: Серин

T: Треонін

V: Валін

W: Триптофан

Задіяний у таких біологічних процесах, як транскрипція, регуляція транскрипції. 
Білок має сайт для зв'язування з ДНК. 
Локалізований у ядрі.